# Muhammet Atalay
Muhammet Atalay (15 de maig de 1989) és un ciclista turc, professional des del 2011 i actualment a l'equip Torku Şekerspor.

## Palmarès
- 2011
  - Vencedor d'una etapa al Tour de Tràcia